# خریج
خریج، روستایی از توابع بخش مرکزی شهرستان چناران در استان خراسان رضوی ایران است.

## جمعیت
این روستا در دهستان رادکان قرار دارد و براساس سرشماری مرکز آمار ایران در سال ۱۳۸۵، جمعیت آن ۳۶۱ نفر (۹۵خانوار) بوده‌است.گویش اصلی این منطقه کردی کرمانجی می باشد.روستایی ثروتمند و متشکل از مردمی فرهیخته.
دراین خطه شغل مردم کشاورزی و باغداری می باشد و جزوه روستاهای شهید پروری مثل شهدایی هم چون شهید علی رمضانی حیدر علی خانی و علی خانی می باشد که از شهدای کرد زبان و کرمانج زبان می باشند که برای میهن خود و برای اسلام عزیز به شهادت رسیدند.